# ユーゴスラビア運動共産主義同盟
ユーゴスラビア運動共産主義同盟(ユーゴスラビアうんどうきょうさんしゅぎしゃどうめい、セルビア語: Савез комунита - Покрет за Југославију)とは共産主義をかかげるセルビアとモンテネグロの政党である。

## 概要
ユーゴスラビア運動共産主義同盟はユーゴスラビア人民軍のメンバーを主体として1990年11月4日にベオグラードのサヴァセンター結成された。この党派は軍内部のユーゴスラビア共産主義者同盟党員のサークルを前身とする。1994年にはユーゴスラビア左翼党のミルジャナ・マルコヴィッチが加わった。
ユーゴスラビア運動共産主義同盟はユーゴスラビアの再統一を目標としているが現在その活動はセルビアとモンテネグロに限られている。